# کاتالیزور فیلیپس

ساختار پیشنهادی برای کاتالیزور فیلیپس

کاتالیزور فیلیپس(به انگلیسی: Phillips catalyst) یا کاتالیزور کروم پشتیبانی‌شده فیلیپس، کاتالیزوری است که برای تولید تقریباً نیمی از پلی‌اتیلن جهان استفاده می‌شود. این کاتالیزور، یک کاتالیزور ناهمگن است و از یک کروم اکسید تشکیل شده‌است که بر روی سیلیکا ژل پشتیبانی می‌شود. پلی اتیلن، فراوان‌ترین پلیمر مصنوعی، به صورت صنعتی با پلیمریزاسیون اتیلن تولید می‌شود:
n C۲H۴ → (C۲H۴)n
اگرچه این واکنش اگزرگونیک (یعنی از نظر ترمودینامیکی مطلوب) است، اما نیاز به کاتالیزور دارد. سه کاتالیزور اصلی به صورت تجاری مورد استفاده قرار می‌گیرند که عبارتند از: کاتالیزور فیلیپس، کاتالیزورهای زیگلر-ناتا (بر پایه تیتانیوم تری‌کلرید)، و برای پلیمرهای ویژه، کاتالیزورهای مبتنی بر متالوسن.